# Serie B2 (pallavolo femminile)
La Serie B2 rappresenta la quarta categoria della pallavolo femminile italiana.

## Regolamento
La Serie B2 è organizzata dalla Lega Nazionale Pallavolo ed è composta da 9 gironi composti da 12 squadre ciascuno, stabiliti in base alla posizione geografica, per un totale di 108 squadre.
Nella Serie B2 vi accedono 18 squadre promosse dalla serie C, due squadre dette wild card e 12 squadre che sono retrocesse dalla Serie B1. 
A fine campionato le ultime due squadre della classifica di ogni girone sono retrocesse al campionato C, per un totale di 18 squadre. La prima squadra classificata di ogni girone più le tre squadre vincitrici dei playoff vengono promosse al campionato di Serie B1. Ai playoff accedono le squadre classificate in seconda e in terza posizione di ogni girone.
Il campionato regular season si svolge in 22 giornate in gironi di andata e di ritorno.